# Robert M. Zingg
Robert Mowry Zingg (* 8. April 1900 in Hugo, Lincoln County, Colorado; † 3. Januar 1957 in El Paso, El Paso County, Texas) war ein US-amerikanischer Anthropologe. Er lehrte an der University of Denver, Colorado.
1930 verbrachte er mit Wendell Bennett neun Monate unter den Tarahumara von Chihuahua in Mexiko und machte sich um die Erforschung der Mythologie der Huicholen (Huichol) verdient, wofür er 1934 in Tuxpan Material gesammelt hat.  
Zingg promovierte 1937 in Chicago über die Rekonstruktion der Geschichte der Uto-Azteken.
Er ist Coautor des Buches mit dem berühmten Bericht von J. A. L. Singh über die Wolfskinder Kamala und Amala von Medinipur (Denver 1942).

## Werke
- A Reconstruction of Uto Aztekan History (Diss. 1937)
- The Huichols: Primitive Artists (1938)
- Huichol Mythology
- mit Wendell Bennett: The Tarahumara : an indian tribe of Northern Mexico.
- (als Coautor von Joseph Amrito Lal Singh): Wolf children and Feral Man (Denver 1942)
- Behind the Mexican Mountains (2001)